# Warren Truss

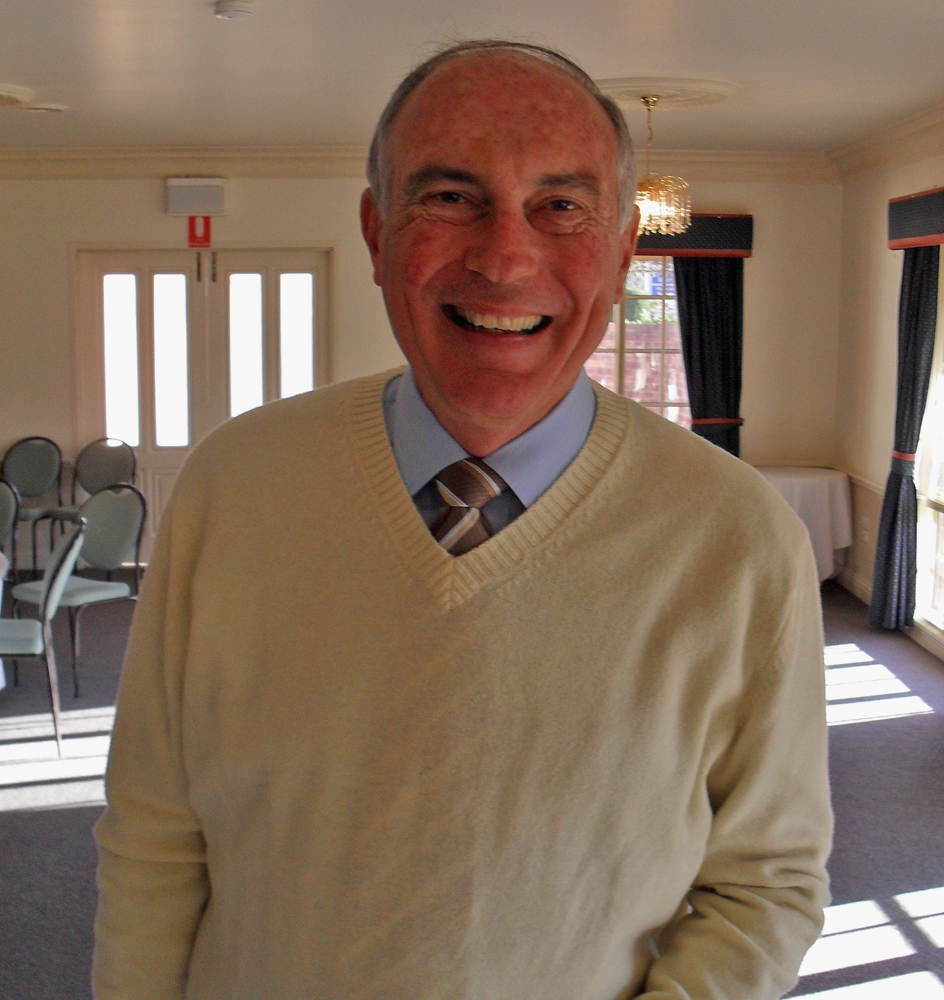
Warren Truss (2009)

Warren Errol Truss, AC (* 8. Oktober 1948 in Kingaroy) ist ein australischer Politiker und war von 2007 bis 2016 Vorsitzender der National Party im Parlament. Er saß von März 1990 bis Mai 2016 für die National Party im Australian House of Representatives.

## Leben
Bevor er in die Politik ging, arbeitete er als Landwirt. Zwischen 1976 und 1990 war er Berater des Shire of Kingaroy, einer ehemaligen Local Government Area. Truss war Mitglied des Schattenkabinetts der Opposition zwischen 1994 und 1996 und stellvertretender Parlamentsvorsitzender zwischen 1997 und 1998. Er war von 1997 bis 1998 Verbraucherschutzminister und von 1998 bis 1999 Sozialminister. Von 1999 bis 2005 war er Landwirtschaftsminister.
Nach einer erfolgreichen Parlamentswahl in Australien am 7. September 2013 wurde Truss am 18. September 2013 zum Australischen Vize-Premierminister und Minister für Infrastruktur und Regionalentwicklung ernannt.
Am 11. Februar 2016 trat er von allen seinen Ämtern zurück.